# Baneuil
Baneuil ist eine Gemeinde im Département Dordogne in der Region Nouvelle-Aquitaine in Frankreich. Die 316 Einwohner (Stand 1. Januar 2022) nennen sich Baneuillais. Der Ortsname Baneuil ist abgeleitet von Banolium und damit vom lateinischen Balneolum (kleines Bad).

## Geografie
Der Fluss Dordogne fließt durch Baneuil. Es liegt etwa zwei Kilometer von dem Städtchen Lalinde und 16 Kilometer von Bergerac entfernt auf dem rechtsseitigen Hang des Dordognetales.

## Bevölkerungsentwicklung
| Jahr                       | 1962 | 1968 | 1975 | 1982 | 1990 | 1999 | 2009 | 2017 |
| Einwohner                  | 280  | 260  | 259  | 262  | 299  | 302  | 348  | 347  |
| Quellen: Cassini und INSEE |      |      |      |      |      |      |      |      |

## Sehenswürdigkeiten
- Eine romanische Kirche aus dem 12. Jahrhundert.[4]
- Die Burg Château de Baneuil, deren Wohnbereich aus dem 15. und 16. Jahrhundert stammt und zwischen einem rechteckigen romanischen Donjon aus dem 12. Jahrhundert und einem runden Turm aus dem 14. Jahrhundert steht.[5]
- Der Dolmen tranche du saumon (deutsch: Lachsscheibe).[6]

## Wirtschaft
Die Gemeinde beherbergt seit 1956 das Unternehmen Polyrey, das Pressspanplatten herstellt.